# Þorláks saga helga
Þorláks saga helga (a saga de São Þorlákr) é uma saga sobre São Torlaco da Islândia (1133–1193) e a principal fonte de evidências de sua vida.

## Versões e atestados
O fragmento mais antigo da saga está em latim, sobrevivendo principalmente em AM 386 4to, cuja primeira metade parece, a julgar pelo roteiro, ser de cerca de 1200. Esta versão foi provavelmente composta em associação com a tradução das relíquias de Þorlákr por seu sucessor Páll Jónsson.
A saga então sobrevive em nórdico antigo em quatro versões medievais relacionadas, com os seguintes manuscritos primários:
- 1: Stockholm Perg. fol. 5 (C14 médio)
- 2: AM 382 4to (primeira metade de C14)
- 3: AM 209 fol. (C17); AM 219 fol. (final de C14); AM 379-80 4to (C17); AM 383 III-IV 4to (C15 inicial); AM 388 4to (C17)
- 4: AM 383 I 4to (mid-C13, fragmento apenas)

O material nesses livros também se sobrepõe ao material de vários livros de milagres.
Pensa-se que devemos a saga vernáculo para a mesma pessoa que compôs Hungrvaka e Páls saga biskups, trabalhando no primeiro par de décadas do século XIII. Seu trabalho é talvez mais representado pela versão sobrevivente (1). As versões (2) e (3) representariam redações parcialmente independentes, cada uma com suas próprias omissões e adições, mas ambas (2) e (3) compartilham uma longa seção adicional, chamada de Oddaverja þáttr, que é sobre as disputas entre Þorlákr e o aristocrata secular Jón Loptsson (pai do bispo Páll Jónsson).

## Estilo literário
De acordo com Paul Bibire,
A saga é bastante estritamente narrativa na forma e, embora seja a vida de um santo, as convenções desse gênero se acomodam alegremente às da biografia contemporânea islandesa. Seu estilo é bastante latino e está repleto de citações bíblicas; além disso, ele tem uma paixão religiosa e uma vivacidade caseira de apresentação totalmente ausente em Hungrvaka, e em grande parte também nos biskups da saga de Páls . Os milagres incluídos na saga e nos livros de milagres fornecem vislumbres correspondentemente vívidos da vida diária dos islandeses comuns.

## Traduções
- Ásdis Egilsdóttir: The beginnings of local hagiography in Iceland: the lives of Bishops Þorlákr and Jón. Copenhagen: Museum Tusculanum Press, 2006.
- Loth, Agnete: Den Gamle jærtegnsbog om biskop Thorlak. Oversat med inledning og efterord af Agnete Loth. Odense: Odense universitetsforlag, 1984. (in Danish)
- Oddaverja-Þáttr - The Second Life of Thorlac. Icelandic-English. In: Origines Islandicae - A collection of the more important sagas and other native writings relating to the settlement and early history of Iceland. Edited and translated by Gudbrand Vigfusson and F. York Powel. Volume I. Oxfort at the Clarendon Press, 1905. pp. 567–591.
- Le Dit des Gens d'Oddi. Traduction de Grégory Cattaneo. Paris: Presses universitaires de Paris Sorbonne. En cours de publication.
- Thorlaks saga - Palls saga. Oslo: Aschehoug, 2011. (Thorleif Dahls kulturbibliotek, Bd. 43) ISBN 9788203197840.
- Þorláks saga - the Story of Bishop Thorlac. Icelandic-English. In: Origines Islandicae - A collection of the more important sagas and other native writings relating to the settlement and early history of Iceland. Edited and translated by Gudbrand Vigfusson and F. York Powel. Volume I. Oxfort at the Clarendon Press, 1905. pp. 458–502.
- Gottskálk Jensson: “The lost latin literature of medieval Iceland - the fragments of the Vita sancti Thorlaci and other evidence”. In: Symbolae Osloenses - Norwegian Journal of Greek and Latin Studies Volume 79 (2004), Issue 1, pages 150-170.
- Stories of the Bishops of Iceland. I, The Stories of Thorwald the Far-Farer, and of Bishop Isleif, II, Húngrvaka [the Hunger-Waker], Being Chronicles of the First Five Bishops of Skalholt, III, The Story of Bishop Thorlak the Saint. Translated by Mary C. J. Disney Leith.  London, J. Masters, 1895.
- Wolf, Kirsten: “A Translation of the Latin Fragments Containing the Life and Miracles of St Thorlákr along with Collections of Lectiones for Recitation on His Feast-Days”. In: Proceedings of the PMR Conference - Annual Publication of the Patristic. Medieval and Renaissance Conference 14 (1989), pp. 261–276. Villanova (Pennsylvania): Villanova University, Augustinian Historical Institute.